# Via Herculea
Via Herculea (ibland även Via Herculia eller Via Erculea) var en romersk väg som gick mellan Samnium och Lukanien. Den ska inte förväxlas med den spanska vägen Via Augusta, som ibland också kallas Via Herculea. Vägen byggdes på order av Diocletianus (tvåhundratalet f.Kr.) men har fått namn efter Marcus Aurelius Valerius Maximianus som var kejsare när vägen blev klar.
Via Herculea är en förgrening av  Via Traiana. I Samnium, i höjd med staden Aequum Tuticum, böjde Via Herculea av ner mot Lukanien. På vägen passerade den Venusia (där den korsade Via Appia), Potentia och Grumentum. Det råder osäkerhet om vägens sträckning, inte minst efter Grumentum. En gissning är att vägen fortsatte söderut förbi Semuncla och Nerulum för att sedan ansluta sig till Via Popilia.